# Christian Heinrich Gmelin
Christian Heinrich Gmelin (* 15. Dezember 1780 in Tübingen; † 13. Dezember 1824 in Ulm) war ein deutscher Rechtswissenschaftler.

## Leben
Christian Heinrich Gmelin wurde als Sohn des Christian Gottlieb Gmelin geboren. Er bezog die Universität Tübingen zum Jura-Studium, das er 1801 mit der Promotion zum Doktor abschloss, zugleich wurde er Hofgerichts-Advokat. Im gleichen Jahr unternahm er eine Bildungsreise durch Göttingen und Paris und ließ sich im nächsten Jahr in Tübingen als Jurist nieder. An die Universität Bern ging er 1805, um als Professor zu unterrichten. Als solcher kehrte er 1813 nach Tübingen zurück. 1824 zog er als Oberjustizrat nach Ulm, wo er am 13. Dezember desselben Jahres im Alter von 43 Jahren verstarb.
In Stuttgart hatte er am 3. Mai 1808 Rosine Wilhelmine Müller geehelicht. Gemeinsam bekamen sie vier Töchter.